# Афанасьев, Александр Егорович
Алекса́ндр Его́рович Афана́сьев (1862, Афанасьево, Курская губерния — ?) — крестьянин, депутат Государственной думы II созыва от Курской губернии.

## Биография
Крестьянин деревни Афанасьево Павловской волости Обоянского уезда Курской губернии. Был грамотным. Занимался хлебопашеством на участке в 2 десятины надельной земли. Состоял в партии социалистов-революционеров.
8 февраля 1907 избран в Государственную думу II созыва от съезда уполномоченных от волостей Курской губернии. Вошёл в состав группы в Социалистов-революционеров. Участвовал в прениях по аграрному вопросу.
Дальнейшая судьба и дата смерти неизвестны.